# マイケル・アダムス (チェス)
マイケル・アダムス (Michael Adams、1971年9月17日 - ) は、イギリスのチェスグランドマスター (1989)。FIDE世界ランキング自己最高位は4位で、2000年10月から2002年10月の間に数回到達。イロレーティング自己最高点は2761。
世界チェス選手権には複数回出場し、1997、1999、2000、2004年には準決勝まで勝ち進むという優秀な成績を修める。中でも、2004年には決勝まで行き、タイブレークの末にルスタム・カシムジャノフに惜敗するという健闘を見せた。

## 初期のキャリア
1971年11月17日、イギリスコーンウォール州トゥルーロに生まれる。1980年までには、イギリスチェス協会に認められるほどのチェスの才能を開花させ、 地元のチェスチャンピオンであったマイケル・プレットゥジョンに師事すると同時に、当時の前ヨーロッパジュニアチャンピオンのショーン・トールボットから高度な訓練を受けた。1981年、9歳の時にコーンウォール州9歳以下のトーナメントに出場し優勝。同時期に行われた13歳以下、15歳以下、18歳以下の3つのトーナメントでも優勝を果たした。なお、15歳以下と18歳以下の2つのトーナメントは同時に開催され、30数メートル離れた2つの部屋を慎重に行き来しながらプレイしなければいけなかった。
1987年にインスブルックで開催された16歳以下の世界トーナメントではアイスランドのハンネス・ステファンソンに敗戦し銀メダルを獲得。その年の後半には、15歳という若さで世界最年少のインターナショナルマスターとなった。
彼の若き日々を綴った、父ビル・アダムスとの共著にDevelopment of a Grandmaster (1991) と Chess in the Fast Lane (1996)の2冊がある。

## イギリスでの活躍
アダムスの若き日の努力は、1987年の全英チェス選手権において実を結び始め、この大会でインターナショナルマスターの最後の認定基準を満たし、ベストジュニア賞を受賞。続けて、1989年の全英チェス選手権を17歳にして制覇した。その後はほぼ出場を見送るも、1997年の全英チェス選手権でマシュー・サッドラーとの同時優勝を果たす。以後長いブランクを経て、カンタベリーで開催された2010年、シェフィールドで開催された2011年の全英選手権を連覇した。  
なお、アダムスは1995年、1996年、1999年の全英チェス早指し選手権でも優勝している。

## 世界チェス選手権での活躍
アダムスは世界チェス選手権に数多く参戦し、その実力を世に知らしめてきた。
1993年にはフローニンゲンでのインターゾーナルチェストーナメントにてヴィスワナータン・アーナンドと同率首位となり、PCA世界チェス選手権1995への挑戦権を手にした。この大会において、アダムスは準々決勝でセルゲイ・ティヴィアコフを下すものの、準決勝でアーナンドに敗れた。
その後、アダムスはFIDE世界チェス選手権1996に参戦するが、一回戦にてボリス・ゲルファントを相手に敗退している。
1997年、アダムスは再びFIDE世界チェス選手権1997-1998に出場。この大会は史上初の勝ち抜き戦で行われ、最後まで勝ち進んだ者には、当時の世界チャンピオンであったアナトリー・カルポフへの挑戦権が与えられるというものであった。この大会には、著名なチェスプレイヤーではガルリ・カスパロフ、ウラジミール・クラムニク、ガタ・カムスキーのみを除く、ほぼ全ての世界トップレベルのチェスプレイヤーが名を連ねていたが、アダムスはショートマッチで順にタマス・ジオールガッツェ、セルゲイ・ティヴィアコフ、ピーター・スヴィルダー、ローク・ヴァン・ウェリー、ナイジェル・ショートを下し、アーナンドとの決勝まで駒を進める。決勝では、ノーマルタイムの4試合は全てドローであり、早指し4試合でも決着がつかなかったが、アーナンドがサドンデスゲームに勝ち、アダムスの敗退が決定した。
その次のFIDE世界チェス選手権1999においても、アダムスはウラジミール・アコピアンに準決勝で敗れる。そして、続くFIDE世界チェス選手権2000において、またもアーナンド相手に準決勝敗退。FIDE世界チェス選手権2002では3連勝した後に、ピーター・スヴィルダーにベスト16で敗れている。
アダムスが最も世界チャンピオンの王座に近づいたのは、FIDE世界チェス選手権2004にて、フセイン・アサブリ、カレン・アスリアン、ハイケム・ハンドウチ、ヒカル・ナカムラ、ウラジミール・アコピアン、テイモール・ラジャボフを破り、決勝進出を果たしたときとされる。しかしながら、またしても決勝でルスタム・カシムジャノフ相手に、ノーマルタイムの6試合を3–3、その後のタイブレークの早指しで3½–4½という僅差で敗北。王座を獲得することは出来なかった。
この結果を受け、FIDE世界チェス選手権2005の8人の参加枠のうちの1人として招待されるが、14試合中5½という結果で同率6位に終わっている。
2007年の5月から6月にかけて行われたFIDE世界チェス選手権2007の予選第1ラウンドでは、アレクシー・シャイロフに3-3で引き分けた後、プレーオフの早指しで2½–½で敗れた。

## その他の成果

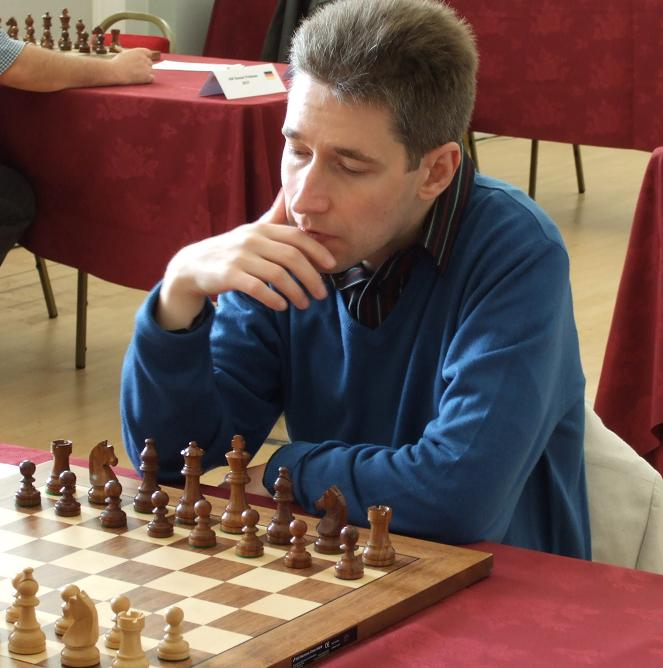
2008年にリヴァプールで行われたEUチェス選手権にて

その他のアダムスの功績には、1991年のタラサで行われた大会での優勝、1995年のドス・エルマーナスで行われた大会でのカムスキーとカルポフとの同時優勝、1998年のドルトムント・スパルカッセン・チェスミーティングでのクラムニクとスヴィルダーとの同時優勝、そして、1999年のドス・エルマーナスで行われた大会ではクラムニク、アーナンド、スヴィルダー、カルポフ、ベセリン・トパロフ、ユディット・ポルガーらを差し置いての単独優勝などがある。
近年では、2008年8月に行われたハワード・ストートン記念大会にて、11試合中6回勝利、5回ドローでのスコア8½で優勝し、賞金1000ポンドを獲得。この大会にアダムスはイロレーティングで45ポイントのアドバンテージがあるトーナメントの第1シードで参戦し、オランダのグランドマスター アイヴァン・ソコロフとローク・ヴァン・ウェリーをフルポイントで制した。なお、この一連の大会は、19世紀に活躍したイギリスのチェスプレイヤーハワード・ストートンの生涯を称えるものであり、ロンドンで開催される。また、この大会に先駆け、8月4日にアダムスは長年付き合った女優のタラ・マクゴーランと結婚し、家から近いトーントンで結婚式を挙げた。
2007年9月には、イギリスリヴァプールで行われた、イギリスと中国の対抗戦に参加。このときアダムスと共に戦ったのは、元世界チェス選手権挑戦者のグランドマスターのナイジェル・ショートであり、当時ほぼ15年ぶりに、イギリス国土で2人のグランドマスターが肩を並べてプレイすることとなった。結局、アダムスはグランドマスタージャン・ペンシャン (この試合時点でのイロレーティング2649)に第4ラウンドで負けを許し、6試合で3½という結果に終わる。イギリスは、この対抗戦で中国に20–28で敗れた(この数週間前には中国はロシアをも下していた)。
更にアダムスは2008年4月4日から4月13日にかけてメリダ (スペイン)で開催された第2回ルイ・ロペスマスターズトーナメントを5½/7で終え、ジャン・ペンシャンに0.5ポイント差での優勝を果たす。 この大会はFIDEカテゴリー15における平均レートが2616の8人の選手による総当たりで行われた。2008年8月にはハワード・ストートン記念大会で連続優勝を果たす。アダムスは、ローク・ヴァン・ウェリー(7½/11)やジャン・スミーツ(7/11)を上回る8/11という結果であった。これに引き続き、リヴァプールで行われた第4回EUチェス選手権では、ヴィクトール・ラズニカとナイジェル・ショートと共にスコア7½/10で同率2位となった (優勝はジャン・ウェルレでスコア8/10)。
2010年には、ジブラルタルチェストーナメントで優勝後、カンタベリーで行われた全英チェス選手権 2010にて、無敗のままスコア9.5/11で優勝を果たす。その後行われたシカゴオープンでは、同率2位で大会を終えている。
2011年には更なる活躍を見せた。フィラデルフィアで行われた世界チェスオープンとシェフィールドで行われた全英チェス選手権での同率優勝に始まり、ロサンゼルスメトロポリタン国際大会とヨーロッパ国別対抗戦では単独優勝を果たす。これによりアダムスは活躍を讃えられ、その年の優秀者に与えられる金メダルを獲得した。
2012年にはナイジェル・ショートと共にブンラッティー国際大会で同時優勝、更に、ロンドンチェスクラシックでは、当時の世界チャンピオンヴィスワナータン・アーナンドと世界ランク2位のレヴォン・アロニアンを破って、ヒカル・ナカムラと同率3位という結果を残す。

### 2013年
2013年4月20日から5月1日にかけて行われたアレキーン記念大会では、+2−2=5というスコアで4位に終わる。3月に行われた第20回ブンラッティーマスターズでは優勝を果たしていた。
7月から8月にかけて行われたドルトムント・スパルカッセン・チェスミーティングでは、アダムスは自己最高レート2925を叩き出した。アダムスはこの大会を、ファビアーノ・カルアーナ (レート2796)やクラムニク(レート2784)を含む、平均2707越えの9人のグランドマスターを差し置いて、5回の勝利と4回のドローのスコア7/9で優勝した。
10月7日から10月12日にビルバオで開催された第6回チェスグランドスラムは、アダムスとレヴォン・アロニアン、マキシム・ヴァチールラグレーヴ、シャクリヤール・マメジャロフの4人の選手による2回の総当たり戦で行われた。アダムスはアロニアンに続き、スコア+2−1=3、もしくはグランドスラムで用いられる特有の「フットボールスコアシステム」における9点で、2位に終わった。

## ヒドラマッチ
2005年の6月、アダムスはロンドンで、1回のドローにつき10,000ドル、1回の勝利につき25,000ドルが賞金として与えられるスーパーコンピュータヒドラとの6試合の対戦を引き受けた。アブダビに拠点を置くヒドラは当時、3.06 GHz インテルXeonプロセッサが搭載された64台のPCにより構築されていた。開発者によるとこの数字は、最適な環境下では、1秒間に2億手を数え上げ、ゲームの終盤には40手先まで読める性能に匹敵する。アダムスは2回戦で引き分けた以外は敗北。最終スコアはヒドラが5½、アダムスは½であった。最終的に、145,000ドル用意された賞金のうち、10,000ドルのみの獲得となった。

## 私生活
アダムスは妻である女優のタラ・マクゴーランと共にトーントンのサマセットで暮らしている。